# アーノルド空軍基地
アーノルド空軍基地（アーノルドくうぐんきち、英語: Arnold Air Force Base）は、テネシー州のタラホーマに位置するアメリカ空軍の基地である。アメリカ空軍の研究開発機関である、アーノルド技術開発センターが所在しているほか、テネシー大学の宇宙研究所も所在する。
敷地内にある湿地帯は、テネシー州唯一のホリネズミガエルの生息地として登録されている。